# Anna Riezler
Anna Riezler, geborene Beck (* 7. September 1798 in Ebersberg; † 7. November 1829 in München), war eine deutsche Historien- und Bildnismalerin.

## Leben
Anna Riezler war die Tochter des Ebersberger Landrichters Theodor Beck und dessen Frau Marianne, geborene von Schuh. Sie war verheiratet mit dem Kaufmann und Bankier Joseph Riezler.
Die Künstlerin, die schon in ihrer Jugend gern zeichnete, immatrikulierte sich am 10. Januar 1818 unter ihrem Mädchennamen Beck an der kgl. Akademie der Bildenden Künste München. Zu ihren Mitschülerinnen dort gehörten Electrina von Freyberg und ihre enge Freundin Louise Wolf. Sie malte mehrere Bilder in Öl- und Pastellfarben, insbesondere Madonnen, zarte weibliche Figuren und Porträts und war bis zu ihrem frühen Tod (im Kindbett?) in München tätig.
Ihr verwitweter Mann heiratete in zweiter Ehe Alphonsine Sendtner (1818–1894), Tochter des Schriftstellerpaars Jakob Ignaz und Barbara „Betty“ Sendtner. Betty Sendtner war die Schwester ihrer Freundin Louise Wolf.

## Abgrenzung
Sie ist nicht zu verwechseln mit der Anna Riezler, die 1858 als Anna Hierl-Deronco und Schwester von Otto und Alois Hugo Hierl-Deronco geboren wurde und mit dem bayerischen Generalmajor Emanuel Riezler, einem Sohn von Joseph und Alphonsine Riezler und Bruder von Sigmund von Riezler, verheiratet war.